# Dagoberto González
Dagoberto González (ur. 1930, zm. 19 kwietnia 2004 w Caracas) – polityk wenezuelski, lider związkowy.
Stał na czele organizacji związkowych – Federacji Związków Handlowych Wenezueli oraz międzynarodowej Konfederacji Robotników Ameryki Łacińskiej. Zasiadał w Kongresie Wenezueli jako senator.